# Butterfly World

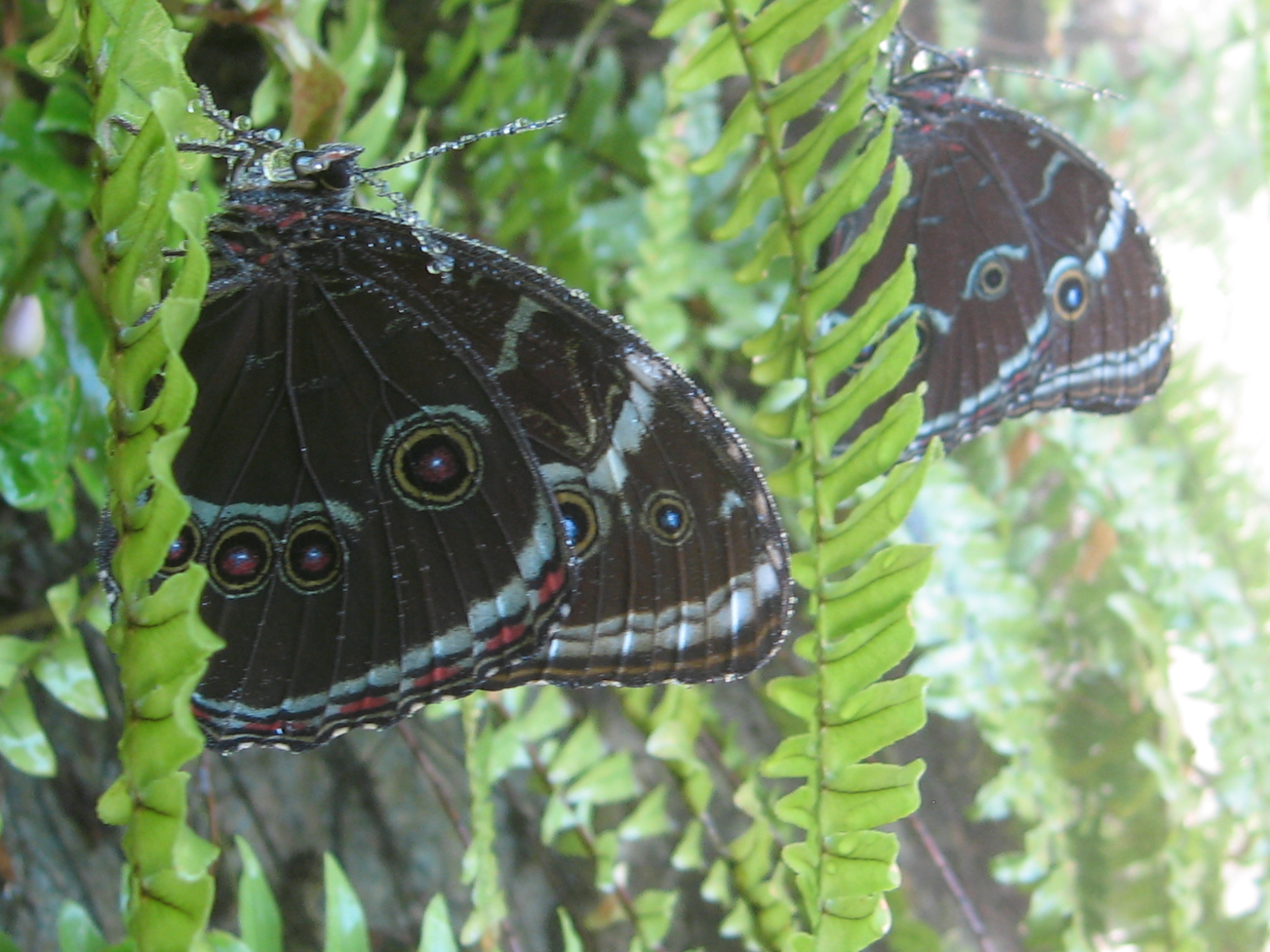
Morpho peleides - Butterfly World.

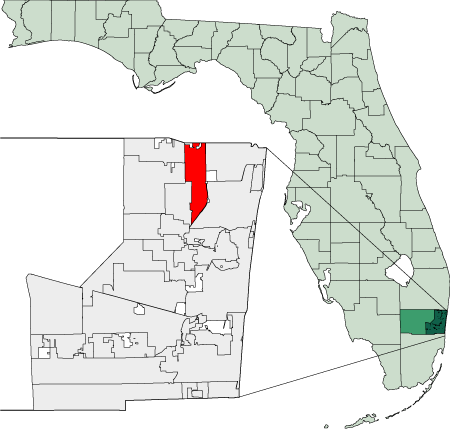
Localização de Coconut Creek na Flórida

O Butterfly World é o primeiro e maior borboletário dos Estados Unidos. Situa-se em Coconut Creek, na Flórida. A exposição também contém beija-flores e outros pássaros, além de um jardim botânico. O santuário foi idealizado pelo empresário entusiasta dos lepidópteros Clive Farrell, que já criou outros refúgios semelhantes na Suíça e na Inglaterra.

## Localização
Localiza-se na 3600 West Sample Road, em Coconut Creek, Flórida. O Butterfly World está aberto todos os dias das 9:00 a.m. às 4:00 p.m. exceto domingo, das 11:00 a.m. às 4:00 p.m.